# 第一航空戦隊
第一航空戦隊（だいいちこうくうせんたい）とは、日本海軍の機動部隊の一翼を担った部隊である。略称は一航戦(いちこうせん)。

## 概要
第一航空戦隊は、日本海軍が運用した航空戦隊。1928年（昭和3年）4月の発足時から航空母艦（空母）と、駆逐艦複数隻からなる駆逐隊で編制され、駆逐隊は空母の警戒や護衛をおこなう。新編時は第一艦隊に所属。太平洋戦争までに所属した空母は、鳳翔、龍驤、加賀、赤城。
1941年（昭和16年）4月10日に日本海軍が第一航空艦隊（司令長官南雲忠一中将）を新編すると、一航戦は第二航空戦隊・第四航空戦隊と共に編入された。第一航空艦隊司令長官が一航戦司令官を兼任した。太平洋戦争開戦後、真珠湾攻撃、ラバウル攻略作戦、蘭印作戦、セイロン沖海戦などに参加した。1942年（昭和17年）4月10日、機動部隊の護衛をになう第十戦隊が編制されると、一航戦は空母だけの部隊となった。
6月上旬のミッドウェー海戦で所属2隻（赤城、加賀）が沈没すると、7月14日付で第一航空戦隊は空母3隻（翔鶴、瑞鶴、瑞鳳）で再編され、第三艦隊（司令長官南雲中将）に所属、第三艦隊長官が一航戦司令官を兼任した。ガダルカナル島攻防戦にともなう第二次ソロモン海戦、南太平洋海戦で米軍機動部隊と交戦したが、母艦航空兵力を大きく消耗した。
同年11月、第三艦隊司令長官（一航戦司令官）は南雲から小沢治三郎中将に交代した。1943年（昭和18年）4月のい号作戦と10月のろ号作戦で、陸上基地に派遣された母艦航空隊は壊滅状態となった。
1944年（昭和19年）3月1日、第三艦隊（小沢中将）と第二艦隊（司令長官栗田健男中将）により第一機動艦隊（司令長官小沢治三郎中将、第三艦隊長官・一航戦司令官兼務）が新編された。まもなく空母大鳳が竣工して一航戦は大型空母3隻（大鳳、翔鶴、瑞鶴）となり（瑞鳳は三航戦へ転出）、同時に空地分離方式により第六〇一海軍航空隊が編入された。
6月19日のマリアナ沖海戦で大鳳と翔鶴が沈没、航空兵力は壊滅状態となった。幾度かの編制替により一航戦は雲龍型航空母艦で再編された。
捷一号作戦直前の10月1日に第一航空戦隊司令部（司令官古村啓蔵少将）を新編し、機動部隊司令部から分離した。10月下旬のレイテ沖海戦で機動部隊が壊滅すると、11月15日付で第一機動艦隊と第三艦隊は解隊された。第一航空戦隊は残存空母の寄せ集め部隊となり、連合艦隊付属となった。艦自体に損傷がなくても搭載する航空隊がなく、空母は輸送船やタンカーの代替として運用された。
1945年（昭和20年）1月1日、第一航空戦隊は第二艦隊（旗艦「大和」）に編入された。2月10日、一航戦は第二艦隊司令長官伊藤整一中将の直率部隊となり、また大和型戦艦大和が第一航空戦隊に編入された。最終時の編制は5隻（大和、葛城、天城、隼鷹、龍鳳）。4月7日の坊ノ岬沖海戦で一航戦の大和が沈没し、4月20日付で第二艦隊と共に解隊された。

## 戦歴

### 太平洋戦争以前
1922年（大正11年）12月27日、日本海軍最初の航空母艦鳳翔が竣工した（実際に使用可能になったのは大正14年になってから）。1927年（昭和2年）3月25日、天城型巡洋戦艦を改造した空母赤城が竣工し、日本海軍はようやく空母2隻を揃えた。
1928年（昭和3年）4月1日、試験的に空母2隻（赤城〈艦長小林省三郎大佐〉、鳳翔〈艦長北川清大佐〉）と第6駆逐隊の駆逐艦2隻（梅、楠）で編制された。
初代第一航空戦隊司令官は高橋三吉少将。航空戦隊をどのように用いるか、手探りの中での新編であった。初代の第一航空戦隊は、同年12月10日付で解隊された。また同日付で山本五十六大佐が赤城艦長に任命される。鳳翔艦長も原五郎大佐に交代した。
1929年（昭和4年）4月1日、再び高橋三吉少将を一航戦司令官として再編された（空母〈赤城、鳳翔〉、第4駆逐隊〈羽風、島風、秋風、灘風〉）。
第一艦隊常備となった。当時の「赤城」と「加賀」（昭和3年3月31日竣工）は艦載機搭載数が少なく、「鳳翔」を含めた3隻のうち2隻が交代で編成した。1933年（昭和8年）5月9日に「龍驤」が竣工すると、「加賀」（昭和9年6月着手、昭和10年6月完成）と「赤城」（昭和10年10月着手、昭和13年8月完成）の大改装を実施しても、大型空母と軽空母もしくは軽空母2隻の組み合わせで、航空戦隊＋予備艦のローテーションが組めるようになった。
1932年（昭和7年）1月28日の第一次上海事変勃発時、日本海軍は2月2日付で第三艦隊（司令長官野村吉三郎中将、旗艦「出雲」）を新編する。当時の第三艦隊は、第一遣外艦隊、第三戦隊、第一水雷戦隊、第一航空戦隊（空母〈加賀、鳳翔〉、第2駆逐隊〈峯風、澤風、矢風、沖風〉）であった。第一航空戦隊は初めての実戦を経験した。第一次上海事変終結後、第一航空戦隊は第一艦隊に復帰した。
1933年（昭和8年）5月20日、艦隊平時編制標準の改定により連合艦隊が常設され（司令長官小林躋造大将、旗艦「金剛」）、同時に第一航空戦隊と第二航空戦隊は正式に編制に加えられた。この時の第一艦隊編制は、第一戦隊（金剛〈第一艦隊旗艦/聯合艦隊旗艦〉、日向、陸奥、榛名）、第七戦隊（阿武隈、由良、名取）、第一水雷戦隊（夕張、第22駆逐隊、第23駆逐隊、第30駆逐隊）、第一潜水戦隊（迅鯨、第28潜水隊、第30潜水隊）、第一航空戦隊（加賀、鳳翔、第2駆逐隊）であった。
第二次上海事変以降は日中戦争にも参加した。
編成当初より駆逐艦を組み込んだ。航空戦隊所属の駆逐艦は、発着艦に失敗した艦上機パイロットの救出作業や、航空隊の雷撃訓練用魚雷の揚収、稀に駆逐艦から所属空母に対する雷撃訓練実施等の諸任務に従事する。「トンボ釣り」（航空隊関係者呼称）、「あとおし」（駆逐艦乗組員呼称）と呼ばれた。
しかし太平洋での作戦行動は遠距離となり、旧式の駆逐艦では航続距離に不安があった。本来ならば対空能力に秀でた乙型駆逐艦（秋月型駆逐艦）を④計画で建造し、空母随伴艦として配備予定だったが、太平洋戦争開戦までに間に合わなかった。
真珠湾攻撃を前に新鋭の陽炎型駆逐艦4隻（磯風、浦風、谷風、浜風）で編制された第17駆逐隊を第一航空艦隊に組み込んだが、直後に第一水雷戦隊へ転出する。第一航空戦隊の随伴艦は吹雪型駆逐艦に戻った。書類上の編制と運用が異なり、実際は航続力のある新型駆逐艦（朝潮型駆逐艦、陽炎型駆逐艦、夕雲型駆逐艦）で別系統の水雷戦隊を組んで機動部隊全体の護衛・トンボ釣り（あとおし）を担当することになった。第一水雷戦隊に転出した第17駆逐隊も、真珠湾攻撃直前に第一水雷戦隊所属のまま第一航空艦隊の指揮下に戻った。

### 機動部隊構想
1939年（昭和14年）4月時点で、軍令部は日米艦隊決戦時において以下のような空母使用構想をもっていた。まず大型空母3隻（大鳳〈マル四計画〉、翔鶴〈マル三計画〉、瑞鶴〈マル三計画〉）と中型・小型空母4隻（蒼龍、飛龍、祥鳳、瑞鳳）の計7隻をもって、敵航空母艦を攻撃する。大型空母2隻（赤城、加賀）と商船改造大型空母2隻（隼鷹、飛鷹）と優秀船改造空母3隻（大鷹〈春日丸〉、雲鷹〈八幡丸〉、沖鷹〈新田丸〉）の計7隻で敵主力艦を攻撃する。小型空母3隻（龍驤、鳳翔、龍鳳〈潜水母艦大鯨〉）で主力艦や戦隊の対潜警戒・対空防衛を担当する。この方針により、昭和十四年度戦時編制で第一航空戦隊・鳳翔・大鯨は第一艦隊に、第二航空戦隊・龍驤は第二艦隊に編入された。
1941年（昭和16年）4月10日、日本海軍は第一航空艦隊（司令長官南雲忠一中将、参謀長草鹿龍之介少将、参謀源田実中佐）を新編する。戸塚道太郎少将（第一航空戦隊司令官）は第11連合航空隊司令官に補職される。第一航空艦隊は、三個航空戦隊（一航戦、二航戦、四航戦）によって編制された。9月には新編の第五航空戦隊も第一航空艦隊に編入された。
9月12日に内示された昭和17年度海軍戦時編制によれば、第一航空戦隊は翔鶴型航空母艦2隻（翔鶴、瑞鶴）と第11駆逐隊（吹雪、白雪、初雪）を予定、それまでの一航戦（赤城、加賀）は第51駆逐隊（白雲、薄雲）と共に第五航空戦隊となる予定であった。だが、この編制を実施する前に、日本海軍は太平洋戦争に突入した。

### 太平洋戦争初期
同年12月8日、太平洋戦争開戦時の第一航空戦隊は、空母2隻（赤城、加賀）と第7駆逐隊の吹雪型駆逐艦3隻（潮、漣、曙）で編制されていた。ただし一航戦を含めた第一航空艦隊の護衛部隊は軽巡「阿武隈」（第一水雷戦隊旗艦）および朝潮型駆逐艦（霞、霰）と陽炎型駆逐艦（陽炎、不知火、谷風、浦風、浜風、磯風、秋雲）だった。戦艦2隻（比叡、霧島）と重巡2隻（利根、筑摩）を加えても、空母6隻と燃料補給部隊を護衛するには手薄であった。
太平洋戦争開戦時の第一航空戦隊は、第一航空艦隊の司令長官南雲忠一海軍中将が直率した。真珠湾攻撃・ラバウル攻略・ポートダーウィン空襲・セイロン沖海戦・ミッドウェー海戦などに参加。なおセイロン沖海戦には「加賀」（座礁損傷修理のため）は参加していない。また第7駆逐隊は空母2隻（赤城、加賀）と別行動で（第7駆逐隊はミッドウェー島砲撃、スラバヤ沖海戦、珊瑚海海戦等に参加）、これらの海戦には加わっていない。
1942年（昭和17年）4月10日、空母直衛を担う第十戦隊（旗艦長良、司令官木村進大佐）の新編にともない、護衛駆逐艦は第17駆逐隊（谷風、浦風、浜風、磯風）、と第10駆逐隊（夕雲、夕雲、風雲、秋雲）になった。
第7駆逐隊は書類上第十戦隊所属だが、第一航空艦隊本隊とは別行動であり（第7駆逐隊は第四航空戦隊等と共にアリューシャン攻略作戦従事）、実際の空母2隻（赤城、加賀）護衛は第4駆逐隊（嵐、野分、萩風、舞風）が担当した。
6月5日-6日のミッドウェー海戦で一航戦の所属空母2隻（赤城、加賀）は沈没した。

### 第三艦隊
1942年（昭和17年）7月14日、日本海軍は第三艦隊を新編する（司令長官南雲忠一中将、参謀長草鹿龍之介少将）。第一航空戦隊は第三艦隊司令長官の直率部隊となり、旧第五航空戦隊（翔鶴、瑞鶴、瑞鳳）を中心として再建された。
当初、訓練・準備不足の「瑞鳳」の代艦として「龍驤」が第二航空戦隊より第一航空戦隊に編入されたが、同艦は第二次ソロモン海戦で沈没した。「瑞鳳」復帰後の第一航空戦隊はガダルカナル島の戦いで消耗し、10月中旬以降の南太平洋海戦で2隻（翔鶴、瑞鳳）が損傷、搭乗員にも大きな被害を出す。健在の「瑞鶴」を含めて内地に戻り、航空隊の補充を行った。
11月11日付で第三艦隊司令長官（第一航空戦隊司令官兼務）は南雲忠一中将から小沢治三郎中将に交代する。
1943年（昭和18年）4月のい号作戦ならびに11月のろ号作戦に艦載機のみが参加したが、目立った戦果もなくブーゲンビル島沖航空戦で大損害を受けて事実上壊滅した。戦力再建ははかどらず、以後は錬度の回復どころか定員さえ満たせない状態であった。

### 第一機動艦隊
1944年（昭和19年）2月1日、日本海軍は軽空母3隻（千歳、千代田、瑞鳳）で第三航空戦隊を再編、第一航空戦隊は空母2隻（翔鶴、瑞鶴）となった。
3月1日、日本海軍は第一機動艦隊（司令長官小沢治三郎中将〈兼第三艦隊長官〉、参謀長古村啓蔵少将）を編制する。
3月7日（3月10日とも）、新鋭空母「大鳳」が第一航空戦隊に編入され、一航戦は大型空母3隻（大鳳、翔鶴、瑞鶴）となった。同時期には空地分離方式により、第六〇一海軍航空隊が編制されている。
同年6月19日、マリアナ沖海戦で一航戦の空母2隻（翔鶴、大鳳）が潜水艦の攻撃で沈没した。7月10日、第二航空戦隊（隼鷹、飛鷹〈6月20日沈没〉、龍鳳）の解隊にともない「龍鳳」が第一航空戦隊に編入、一航戦は空母2隻編制（瑞鶴、龍鳳）となる。
1944年8月10日、雲龍型航空母艦2隻（雲龍〈8月6日竣工、同日編入〉、天城）をもって第一航空戦隊は再編、「瑞鶴」は第三航空戦隊（瑞鶴、瑞鳳、千歳、千代田、第六五三海軍航空隊）、「龍鳳」は第四航空戦隊（空母〈隼鷹、龍鳳〉、航空戦艦〈伊勢、日向〉、第六三四海軍航空隊）に編入された。
作戦投入可能になるのは44年末と想定されていた。
10月1日、新たに第一航空戦隊司令部（司令官古村啓蔵少将）が編制される。第三航空戦隊は第一機動艦隊（司令長官小沢治三郎中将/第三艦隊司令長官兼務）の直率部隊となった。
10月15日、雲龍型3番艦「葛城」が編入され、一航戦は雲龍型3隻（雲龍、天城、葛城）となる。直後の台湾沖航空戦で601空は機材・搭乗員を抽出し消耗、母艦も訓練未了であったためレイテ沖海戦に第一航空戦隊と四航戦2隻（隼鷹、龍鳳）は参加せず内地待機となった。
10月25日のレイテ沖海戦（エンガノ岬沖海戦）で第三航空戦隊（瑞鶴、瑞鳳、千歳、千代田）は全隻沈没した。小沢長官は瑞鶴から軽巡洋艦大淀に旗艦を変更したあと、さらに戦艦日向に将旗を変更した。日向に乗艦して日本本土に戻った小沢長官は、第一機動艦隊旗艦の将旗を「雲龍」、続いて「龍鳳」に掲げた。

### 機動部隊解隊後
大本営海軍部（軍令部）では、第一航空戦隊と第三航空戦隊を再建して「（戦局挽回の）推進兵力タラシム」ことを検討していた。だが戦局の悪化、空母航空兵力の再建に時間がかかりすぎること、戦場が日本本土接近にともない基地航空兵力の主力化など、複数の理由により機動部隊の解散を決定した。
11月15日付で実施された戦時編制改定により、第一機動艦隊および第三艦隊は解隊された。
それと共に第四航空戦隊は航空戦艦2隻（日向、伊勢）となる（航空機は登載せず）。
四航戦に所属していた空母2隻（隼鷹、龍鳳）が第一航空戦隊にうつされ、一航戦は空母5隻（龍鳳、隼鷹、天城、雲龍、葛城）となった。また、一航戦は連合艦隊付属になった。
11月19日、大和型戦艦3番艦改造空母「信濃」が竣工、同日付で第一航空戦隊に編入され、同隊は空母6隻（雲龍、葛城、天城、信濃、龍鳳、隼鷹）となる。11月29日、「信濃」は横須賀から呉に回航中、米潜水艦の攻撃で沈没した。
12月5日、軍令部は「水上兵力ノ使用ニ関スル方針」をまとめた。この中で空母は輸送船やタンカーとして使用するが「機宜航空特攻兵力ヲ搭載シ移動作戦ニ使用ス　尚母艦航空兵力ノ訓練ニモ使用ス」と表記されていた。
12月9日、マニラ方面輸送任務を終えて内地帰投中の「隼鷹」は米潜水艦レッドフィッシュの雷撃を受け大破、佐世保に回航された。
当時、連合艦隊司令部は機動部隊所属航空兵力の特攻隊〔（戦爆2〈特攻〉、甲戦2〈直掩〉、艦爆1〈偵察誘導〉）×6隊〕の編成を検討しており、母艦は龍鳳を予定していた。第一航空戦隊司令部は「神武特別攻撃隊」と呼称して訓練を開始、その後は搭載空母を「雲龍」に変更、つづいて「天城」も加えた。12月3日の意見具申時点（一航戦機密第031713番電）では雲龍型2隻（天城、雲龍）と秋月型駆逐艦4隻（当時健在艦は涼月、冬月）で運用し、翌年1月中旬以降には作戦可能の見込みとされた。しかし連合艦隊は母艦作戦をすでに断念しており、空母は輸送任務に、神武特別攻撃隊は航空基地から発進する特攻隊として使用された。
12月10日、一航戦司令官は古村少将から大林末雄少将に交代した。
12月19日、「雲龍」は特攻兵器桜花輸送任務中に、米潜水艦レッドフィッシュの雷撃を受けて沈没した。「龍鳳」のみ、ヒ87船団に同行して台湾へ桜花58基の輸送任務に成功した。
1945年（昭和20年）1月1日、所属空母4隻（葛城、天城、龍鳳、隼鷹）となった第一航空戦隊は、連合艦隊付属から第二艦隊（司令長官伊藤整一中将）に編入された。
燃料不足により大型艦は軍港防空艦にされたが、連合艦隊は軍令部に対し大和型戦艦の「大和」を第二艦隊旗艦とし「第二艦隊ヲ特攻的ニ」使用する意向を示した。この方針にもとづき、大和の第一航空戦隊編入が決まる。
2月10日、戦時編制の改定により第一航空戦隊は第二艦隊の直率部隊となる。一航空戦隊司令官大林末雄少将は軍令部出仕となる。一航戦の飛行機隊だった第601海軍航空隊は第三航空艦隊に編入された。
同日時点の第二艦隊は、第一航空戦隊（戦艦〈大和〉、空母〈天城、葛城、隼鷹、龍鳳〉）、第二水雷戦隊（司令官古村啓蔵少将、軽巡〈矢矧〉、第7駆逐隊、第17駆逐隊、第21駆逐隊、第41駆逐隊）となった。
4月7日、坊ノ岬沖海戦に参加した海上特攻隊は、大和以下6隻（大和、矢矧、磯風、浜風、霞、朝霜）が沈没、第二艦隊司令長官伊藤整一中将（第一遊撃部隊指揮官）も戦死した。
4月20日、第二艦隊・第二水雷戦隊・第一航空戦隊は解隊される。第一航空戦隊の解隊により、残存空母（天城、隼鷹、龍鳳）は同日付で第四予備艦となる。「葛城」のみ連合艦隊付属となった。
7月10日、空母「葛城」も軽巡洋艦「大淀」、重巡洋艦「利根」と共に特殊警備艦となった。

## 編制
- 1928年（昭和3年）4月1日　新編（連合艦隊／第一艦隊所属）[2][19]
  - 赤城、鳳翔
  - 第6駆逐隊：梅、楠

- 1928年（昭和3年）12月10日　解隊[23]

- 1929年（昭和4年）4月1日　再編（第一艦隊所属）[27][26]
  - 赤城、鳳翔
  - 第4駆逐隊[98]：羽風、太刀風、秋風、帆風

- 1929年（昭和4年）11月30日[99][100]
  - 加賀[注 3]
  - 第1駆逐隊：野風、沼風、波風、神風

- 1930年（昭和5年）12月1日[105][106]
  - 赤城[104]
  - 第2駆逐隊：峯風、澤風、矢風、沖風

- 1931年（昭和6年）12月1日[107]
  - 加賀
  - 第2駆逐隊：峯風、澤風、矢風、沖風

- 1932年（昭和7年）2月2日　第三艦隊新編および編入時[18][108]。3月20日、原隊復帰[109]
  - 加賀、鳳翔
  - 第2駆逐隊：峯風、澤風、矢風、沖風

- 1933年（昭和8年）5月20日[110][111]　連合艦隊の常設および航空戦隊正式編入時[31]
  - 加賀[112]、鳳翔[113]
  - 第2駆逐隊：峯風、澤風、矢風、沖風

- 1933年（昭和8年）10月20日[111][114]
  - 赤城[113][115]、龍驤[115][116]
  - 第2駆逐隊：峯風、澤風、矢風、沖風

- 1934年（昭和9年）11月15日　赤城[117]および第2駆逐隊の第二航空戦隊転籍時[118][119]（昭和10年11月15日より、引き続き同編制）[120]
  - 鳳翔[121]、龍驤[122]
  - 第5駆逐隊：朝風、春風、松風、旗風

- 1937年（昭和12年）10月20日　支那方面艦隊新編時の編制（支那方面艦隊所属）[123]
  - 龍驤、鳳翔
  - 第30駆逐隊[124]：睦月、如月、弥生、卯月

- 1937年（昭和12年）12月1日　第一艦隊復帰時の編制（第一艦隊所属）[125][126]
  - 加賀[126]
  - 第29駆逐隊：追風[127]、疾風[127]

- 1938年（昭和13年）12月15日
  - 赤城[128]
  - 第29駆逐隊[129]：追風、疾風

- 1939年（昭和14年）11月15日[130]
  - 赤城[131]
  - 第19駆逐隊[5][132]：浦波、綾波

- 1940年（昭和15年）5月1日[130]
  - 赤城、龍驤
  - 第19駆逐隊：磯波、浦波、綾波、敷波

- 1940年（昭和15年）11月15日　第二艦隊編入時の編制（第二艦隊所属）[5][133]
  - 加賀[5]
  - 第3駆逐隊[5][134]：汐風、帆風

- 1941年（昭和16年）4月10日　第一航空艦隊新編時の編制（第一航空艦隊所属）[5]
  - 赤城、加賀
  - 第34駆逐隊[135][注 4]：羽風、太刀風、秋風

- 1941年（昭和16年）5月1日[137]
  - 赤城、加賀
  - 第一航空艦隊所属
  - 第17駆逐隊：磯風[138]、浦風[139]、谷風[140]、浜風（6月30日編入）[141]

- 1941年（昭和16年）7月18日[37]
  - 赤城、加賀
  - 第7駆逐隊[142]：曙、潮、漣[143]、朧[144][注 5]

- 1941年（昭和16年）9月1日
  - 赤城、加賀
  - 漣[143][146]

- 1941年（昭和16年）9月25日（同編成で太平洋戦争に突入）[5][38]
  - 赤城、加賀
  - 第7駆逐隊[142]：曙、潮、漣[147]

- 1942年（昭和17年）4月10日（第二段作戦に伴い、昭和17年度戦時編制大幅改定。第十戦隊新編時）[49][50]
  - 赤城、加賀

- 1942年（昭和17年）7月14日　ミッドウェー海戦後の編制[148]（第三艦隊所属）
  - 翔鶴、瑞鶴、瑞鳳（8月上旬から第二次ソロモン海戦まで龍驤が代艦として行動）[55]

- 1944年（昭和19年）2月1日　第三航空戦隊を新編し、瑞鳳を三航戦に編入[62]（第三艦隊所属）
  - 翔鶴、瑞鶴

- 1944年（昭和19年）3月1日　戦時編制制度改定後の編制（第三艦隊/第一機動艦隊所属）[149]
  - 翔鶴、瑞鶴、大鳳（3月上旬編入）[67]

- 1944年（昭和19年）7月10日　マリアナ沖海戦後の編制（第三艦隊/第一機動艦隊所属）[69]
  - 瑞鶴、龍鳳、大鳳〈6月19日沈没、書類上在籍〉[70]、翔鶴〈6月19日沈没、書類上在籍〉[70]

- 1944年（昭和19年）10月15日　レイテ沖海戦直前の編制（第三艦隊/第一機動艦隊所属）[77]　
  - 雲龍、天城、葛城

- 1944年（昭和19年）11月19日　信濃竣工・編入時の編制（11月15日より連合艦隊直属）[82]
  - 雲龍、天城、葛城、隼鷹、信濃、龍鳳

- 1945年（昭和20年）4月1日　最終時の編制（第二艦隊所属）[91]
  - 大和（第二艦隊旗艦）
    - 第一航空戦隊（第二艦隊司令長官直率）：大和、葛城、天城、龍鳳、隼鷹
    - 第二水雷戦隊（司令官古村啓蔵少将、旗艦矢矧）
    - 第三十一戦隊（司令官鶴岡信道少将、旗艦花月）[150]
    - 第十一水雷戦隊（司令官高間完少将、旗艦酒匂）[151]

- 1945年（昭和20年）4月20日　解隊[12][95]

## 歴代司令官
- 高橋三吉 少将：昭和3年4月1日[21] - 昭和3年12月10日[24]
- 高橋三吉 少将：昭和4年4月10日[25] - 昭和4年11月30日[152]
- 枝原百合一 少将：昭和4年11月30日[152] - 昭和5年12月1日[153]
- 加藤隆義 少将：昭和5年12月1日[153] - 昭和7年11月15日[154]
- 及川古志郎 少将：昭和7年11月15日[154] - 昭和8年10月3日[155]
- 山本五十六 少将：昭和8年10月3日[155] - 昭和9年6月1日[156]
- 和田秀穂 少将：昭和9年6月1日[156] - 昭和10年11月15日[157]
- 佐藤三郎 少将：昭和10年11月15日[157] - 昭和11年12月1日[158]
- 高須四郎 少将：昭和11年12月1日[158] - 昭和12年12月1日[159]
- 草鹿任一 少将：昭和12年12月1日[159] - 昭和13年4月25日[160]
- 細萱戊子郎 少将：昭和13年4月25日[160] - 昭和14年11月15日[161]
- 小沢治三郎 少将：昭和14年11月15日[161] - 昭和15年11月1日[162]
- 戸塚道太郎 少将：昭和15年11月1日[162] - 昭和16年4月10日[41]
- 第一航空艦隊司令長官（南雲忠一中将）直率：昭和16年4月10日[41] -
- 第三艦隊司令長官（南雲忠一中将）直率：昭和17年7月14日[53] - 11月11日[58]
- 第三艦隊司令長官（小沢治三郎中将）直率：昭和17年11月11日[58] -
- 古村啓蔵 少将：昭和19年10月1日[7] - 昭和19年12月10日[85]
- 大林末雄 少将：昭和19年12月10日[85] - 昭和20年2月10日[92]
- 欠員　昭和20年2月11日 - 4月20日